# Nesotriccus ridgwayi
Nesotriccus ridgwayi е вид птица от семейство Tyrannidae, единствен представител на род Nesotriccus. Видът е световно застрашен, със статут Уязвим.

## Разпространение
Видът е разпространен в Коста Рика.